# Paul Ronge
Paul James Ronge, född 4 juni 1951 i London, är en svensk pr-konsult och medierådgivare.
Paul Ronge är son till en brittisk far och en ungersk mor. Han adopterades till Sverige 1953. Ronge inledde först en lång karriär som journalist. År 1975 blev han redaktionschef för den marxist-leninistiska tidningen Stormklockan. År 1979 anställdes han som politisk reporter på socialdemokraternas tidningskoncern A-Pressen. År 1982 blev han arbetsmarknads- och politisk reporter på Aftonbladet, där han också blev facklig klubbordförande 1991. Han har även arbetat som reporter för Expressen.
Ronge startade 1998 pr-byrån Paul Ronge Media AB. År 2003 startade han, tillsammans med sin son Mattias, Ronge Kommunikation AB. Sedan 2000 är han även verksam som föreläsare i medieträning och kriskommunikation vid Berghs School of Communication i Stockholm. Paul Ronge medverkar ofta som kommentator i massmedia av aktuella politiska händelser ur ett PR- och kommunikationsperspektiv. Sedan våren 2024 är han knuten till pr-byrån Wings PR som drivs av Hampus Knutsson.
År 2023 utsågs han till hedersdoktor på Göteborgs Universitet, Institutionen för journalistik, medier och kommunikation.